# Pelagijski otoki
Pelagijski otoki (tudi Pelagijsko / Pelaško otočje ali Pelaški otoki, v italijanskem izvirniku Isole Pelagie [ìzole pelàdže]) so skupina treh otokov v Sredozemskem morju med Sicilijo, Malto in Tunizijo. Upravno spadajo pod italijansko deželo Sicilija (pokrajina Agrigento) in so razglašeni za naravni rezervat.
Od treh otokov, ki sestavljajo skupino, je samo Linosa vulkanskega nastanka, druga dva otoka (Lampedusa in Lampione) pa spadata k afriški celini in sta sestavljena iz apnenca in dolomita. Zato sta bolj obstojna, Linosa pa se zaradi prenehanja delovanja ognjenika polagoma pogreza.
Glavne gospodarske dejavnosti na otokih so turizem, vinogradništvo, ribolov in nabiranje morskih spužev.

## Naravni rezervat
Območje Pelagijskih otokov je od leta 2002 naravni rezervat. Najpomembnejša je zaščita glavate karete, saj je ta morska želva v različnih delih Sredozemskega morja ogrožena zaradi turizma na njenih nekdanjih gnezdiščih. Na otokih Linosa in Lampedusa sta zadnja dva kraja v naravnem rezervatu, kjer glavate karete redno ležejo jajca, edini drugi tovrstni kraj v Italiji pa je južna Kalabrija.